# サイカニア
サイカニア（Saichania）は、中生代白亜紀後期（カンパニアン期, 約7,500万 ~ 約7,000万年前）に生息した曲竜類に分類される恐竜。Saichaniaは「美しいもの」を指すモンゴル語に由来し、ゴビ砂漠の山脈名にちなむ。

## 概要
化石は南モンゴルのネメグト湖近くのクルサン層で発見された。サイカニアの全長は約6mである。サイカニアはテレサ・マリャンスカによって、1977年にタルキアと共に記載された。
その模式標本は体の前半部の骨格からなり、頭骨、頚椎を含む脊椎、肩帯、前肢、そして生前の位置にある骨質の装甲の一部などからなる。模式標本の他に引用された標本は、断片的な頭蓋骨上部およびそれに連結した装甲や、未記載のほとんど完全な骨格がある。
全体のシルエットは有名なアンキロサウルスにやや似ており、やはり尾に骨の塊でできたハンマーを備えていた。生活様式も同様か、近いものであったと推測される。